# Lilith Fair

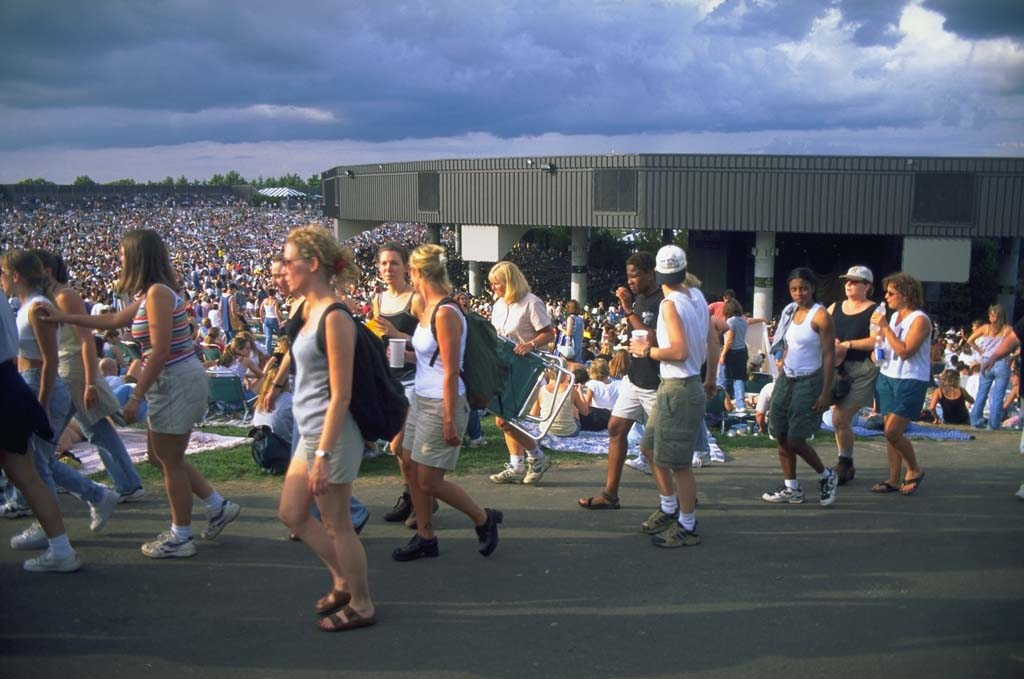
Lilith Fair 1998

Lilith Fair was een concerttour en rondreizend muziekfestival, opgericht door muzikant Sarah McLachlan, dat concerten gaf met uitsluitend vrouwelijke muzikanten. De Lilith Fair bestond in de jaren 1997, 1998 en 1999.

## Geschiedenis
In 1996 raakte Sarah McLachlan gefrustreerd door concertpromotoren en radiozenders die weigerden om twee vrouwelijke muzikanten achter elkaar te laten optreden of muziek van twee opeenvolgende vrouwelijke muzikanten te draaien. McLachlan weigerde zich te schikken in het seksisme of de 'wijsheid' van de conservatieve muziekindustrie. Ze organiseerde met hulp van Paula Cole zelfstandig een concert. Dit vond plaats in de geboortestad van McLachlan, Halifax (Nova Scotia) op 14 september 1996 onder de naam Lilith Fair. De naam Lilith was gekozen, refererend aan de legende dat Lilith volgens de Talmoed de eerste vrouw van Adam was. Onder de optredende deelneemsters waren behalve Sarah McLachlan ook Paula Cole, Lisa Loeb en Michelle McAdorey.
Het volgende jaar organiseerde McLachlan de Lilith Fair tour met een groot aantal artiesten, verdeeld over drie podia. Bij elk Lilith Fair-optreden schonk men één dollar van de entreeprijs aan een vrouwelijke liefdadigheidsorganisatie van die stad. In 1997 werd in totaal 16 miljoen Amerikaanse dollars opgehaald.
Er volgden in 1998 en 1999 nog twee Lilith Fair tours. In 2010 werd gepoogd het evenement te laten herleven, maar het liep niet naar wens. Optredens werden verplaatst of afgezegd en niet alle artiesten kwamen opdagen. In 2011 verklaarde McLachlan dat het concept tot het verleden behoorde op grond van veranderde opvattingen en verwachtingen.  

## Artiesten (selectie)
1997 Lilith Fair:
- Sarah McLachlan
- Sheryl Crow
- Indigo Girls
- Meredith Brooks
- Patty Griffin
- Jewel
- Shawn Colvin
- Paula Cole
- Lisa Loeb
- Emmylou Harris
- Suzanne Vega
- Dar Williams
- Leah Andreone
- Fiona Apple
- Juliana Hatfield

1998 Lilith Fair:
- Sarah McLachlan
- Sheryl Crow
- Indigo Girls
- Meredith Brooks
- Patty Griffin
- Emmylou Harris
- Fiona Apple
- Suzanne Vega
- Sixpence None the Richer
- Missy Elliott
- Erykah Badu
- Holly McNarland
- Chantal Kreviazuk
- Bonnie Raitt
- Holly Cole
- Heather Nova
- Lisa Loeb
- Tracy Bonham
- Trish Murphy
- Cowboy Junkies
- Wild Strawberries
- Natalie Merchant
- Liz Phair
- K's Choice
- Sinéad O'Connor
- Idina Menzel
- Antigone Rising
- Dar Williams
- Queen Latifah
- Joan Osborne
- Me'shell Ndegeocello

1999 Lilith Fair:
- Sarah McLachlan
- Sheryl Crow
- Dixie Chicks
- Indigo Girls
- Queen Latifah
- Lisa Loeb
- The Pretenders
- Christina Aguilera
- Dido
- Nelly Furtado
- Shawn Colvin
- Suzanne Vega
- Trish Murphy
- Tracy Chapman
- Sandra Bernhard
- Splashdown
- Natalie Merchant
- Aimee Mann
- K's Choice
- Beth Orton
- Ana Egge
- Sinéad O'Connor
- Mediaeval Baebes
- Me'shell Ndegeocello
- Cibo Matto
- Monica
- Deborah Cox
- Mýa
- Melky Sedeck
- Bif Naked